# 上莲乡
上莲乡是中国福建省福州市闽清县下辖的一个乡。

## 行政区划
上莲乡下辖以下地区：
上莲村、溪坪村、新村、莲埔村、上寨村、田溪村、石漏村、上丰村、下丰村、佳头村、大墘村、街中村、福里村、佳洋村、林中村、卑溪村、顶洋村和樟里村。